# Milan Pertot (učitelj)
Milan Pertot, slovenski učitelj in zborovodja, * 27. julij 1900, Barkovlje, † 31. januar 1967, Kranj.

## Življenje in delo
Obiskoval je učiteljišče v Kopru in ga uspešno zaključil leta 1920. Tu se je tudi naučil igranja na klavir. Do leta 1926, ko je fašistična oblast zaprla slovenske šole je poučeval v raznih krajih slovenskega Krasa. Še zelo mlad pa se je vključil v prosvetno delo pri barkovljanski Adriji ter vodil njen pevski zbor. Leta 1930 se je izselil v Jugoslavijo in poučeval v raznih krajih Štajerske, ter v letih 1931−1937 v Litiji. V času, ko je bil učitelj v Litiji je skupaj z Avgustom Šuligojem ustanovil mladinski pevski zbor Trboveljski slavčki in pri njem sodeloval  kot pianist-spremljevalec. Bil je tudi zborovodja Slovenskega učiteljskega zbora. Leta 1941 so ga nemški okupatorji skupaj z družino iz Maribora izgnali v Srbijo.Po osvoboditvi se je vrnil v Trst, kjer je poučeval klavir v šoli Glasbene matice, vodil zbore Pevskega društva Škedenj, Pevskega društva Barkovlje in moški pevski zbor Prosek-Kontavel. Ustanovil je tudi kvintet Zarja, ki je veliko nastopal na Radiu Trst A. Zbral in harmoniziral je barkovljanske ljudske pesmi, ki jih je pod naslovom Stare tržaške narodne pesmi leta 1952 izdala tržaška Glasbena matica, delni ponatis je izšel leta 1970 pod naslovom Pet starih tržaških narodnih pesmi. (COBISS) Dne 26. maja 1984 je Pevsko društvo Barkovlje svoj mešani pevski zbor poimenovalo v Mešani pevski zbor Milan Pertot - Barkovlje. 